# Ozon (Alti Pirenei)
Ozon è un comune francese di 286 abitanti situato nel dipartimento degli Alti Pirenei nella regione dell'Occitania.

## Società

### Evoluzione demografica
Abitanti censiti